# Niezamysł (książę czeski)
Niezamysł (cz. Nezamysl) – legendarny władca czeski z dynastii Przemyślidów, według relacji Kosmasa z Pragi (zm. 1125) miał być bezpośrednim następcą Przemysła zwanego Oraczem. W późniejszej tradycji czeskiej przyjęło się, że Niezamysł był trzecim synem Przemysła. Następcą Niezamysła miał być Mnata.